# Pasquale Stoppelli
Pasquale Stoppelli (Potenza, 9 settembre 1943) è un filologo italiano.

## Biografia
Laureatosi alla Sapienza di Roma nel 1968, Stoppelli ha insegnato Letteratura italiana e Filologia italiana prima presso le Università degli studi di Salerno e de L'Aquila, successivamente, fino al 2013, alla “Sapienza”.
La sua attività di ricerca di si è concentrata inizialmente sull'edizione di testi letterari di area quattro‑cinquecentesca (Sabadino degli Arienti, Antonio Vignali, Cristoforo Castelletti). Altri ambiti di interesse sono stati la filologia attributiva e la filologia dei testi a stampa. In ambito lessicografico ha progettato e coordinato i lavori di stesura del Grande dizionario Garzanti della lingua italiana (1987) e ha diretto il Dizionario Garzanti dei Sinonimi e dei Contrari (1991).
Negli anni Novanta si è occupato principalmente di applicazioni informatiche ai testi letterari, producendo, in collaborazione con Eugenio Picchi, la prima banca dati di testi letterari italiani (LIZ. Letteratura Italiana Zanichelli, 1993-2001). 
Nel 2005 ha pubblicato la sua prima monografia machiavelliana (La "Mandragola". Storia e filologia), cui sono seguiti varie edizioni di testi di Machiavelli e contributi critici a questi relativi: nel 2014 alcune voci in Machiavelli. Enciclopedia machiavelliana (Istituto della Enciclopedia italiana), mentre nel 2017 il volume III/1 de L'Edizione nazionale delle Opere di Niccolò Machiavelli (Salerno Editrice); in due saggi-edizione del 2018 e del 2019 ha proposto di restituire al Segretario fiorentino sia la Commedia in versi che l'Epistola della peste.
Stoppelli si è infine dedicato a Dante, con letture di canti della Commedia (Inf. X, XXVI e XXVIII; Purg. II) e con le monografie Dante e la paternità del "Fiore" (2011) e L'equivoco del nome. Rime incerte fra Dante Alighieri e Dante da Maiano (2020).

## Opere
- Filologia dei testi a stampa, Bologna, il Mulino, 1987 (nuova ediz. aggiornata, Cagliari, CUEC, 2008).
- La “Mandragola”. Storia e filologia. Con l'edizione critica del testo secondo il Laurenziano Redi 129, Roma, Bulzoni, 2005.
- Machiavelli e la novella di Belfagor. Saggio di filologia attributiva, Roma, Salerno Editrice, 2007.
- Filologia della letteratura italiana, Roma, Carocci, 2008 (2019, 2024).
- Dante e la paternità del ‘Fiore’, Roma, Salerno Editrice, 2011.
- Don Giovanni nei “Promessi sposi”, Milano, Book Time, 2018.
- L'equivoco del nome. Rime incerte fra Dante Alighieri e Dante da Maiano, Roma, Salerno Editrice, 2020.
- L'arte del filologo, Roma, Viella, 2024.